# Ioan Cristolovean
Ioan Cristolovean (n. 5 mai 1948 - 2010) a fost un senator român în legislatura 2000-2004 ales în județul Brașov pe listele partidului PD. Ioan Cristolovean a fost membru în grupul parlamentar de prietenie cu Republica Indonezia.